# Joseph Hanson Kwabena Nketia
Joseph Hanson Kwabena Nketia, né le 22 juin 1921 à Mampong et mort le 13 mars 2019 à Accra, est un ethnomusicologue et compositeur ghanéen. 
Considéré comme le premier musicologue d'Afrique, il est qualifié de son vivant de « légende vivante » et d'« autorité la plus publiée et la plus connue au monde sur la musique et l'esthétique africaines », avec plus de 200 publications et 80 compositions musicales à son actif.

## Biographie
Né en 1921 à Mampong, J. H. Kwabena Nketia est le seul enfant de ses parents. Il suit d'abord une formation d'enseignant à l'école de formation presbytérienne d'Akropong. Grâce à une bourse du gouvernement, il part en Grande-Bretagne à l'âge de 23 ans pour fréquenter l'université de Londres, de 1944 à 1949, en commençant par deux années d'études en linguistique à l'École des études orientales et africaines. Dès 1949, il étudia pendant  trois ans  au Birkbeck College de l'université de Londres et au Trinity College of Music de Londres, où il obtient une licence. En 1958, une bourse Rockefeller lui permet de partir aux États-Unis, où il fréquente l'université Columbia (prenant des cours avec Henry Cowell), Juilliard School et l'université Northwestern, où il étudie la musicologie et la composition.
Il est professeur de musique à l'université de Californie à Los Angeles et à l'université de Pittsburgh, et donne des conférences dans de nombreuses universités prestigieuses du monde entier, notamment à l'université Harvard, à l'université Stanford, l'université du Michigan, la City University London, l'université de Brisbane en Australie[Laquelle ?], l'université du Kansas, à Lawrence et au Conservatoire de musique de Chine à Pékin. Il est professeur de musique à l'université du Ghana à Accra, où il commence à enseigner en 1952. Il dirige le Centre international pour la musique et la danse africaines (ICAMD). Il enseigne au Presbyterian Training College (en), à Akropong, où il occupe le poste de directeur par intérim en 1952.
Selon GhanaWeb (en) : « Son concept et son interprétation du temps et des schémas rythmiques dans la musique folklorique ghanéenne et d'autres pays africains étaient révolutionnaires et sont devenus la norme pour les chercheurs et les universitaires du monde entier. » Il a introduit, par exemple, l'utilisation de l'algorithme plus lisible 
 comme chiffrage de mesure (en) dans ses compositions en alternative à l'utilisation du double 
 avec des triplés qui a été utilisé auparavant par son mentor et professeur, Ephraim Amu. Bien que cette pratique ait miné la théorie d'Amu sur le pouls de base constant de la musique africaine et ait suscité un débat, Nketia a fait remarquer que l'utilisation constante de triolets dans un double chiffrage était trompeuse. De nos jours, de nombreux chercheurs ont trouvé sa théorie utile pour transcrire la musique africaine.
Il a composé pour des instruments occidentaux et africains, et a écrit plus de 200 publications, dont son ouvrage mondialement reconnu The Music of Africa, traduit en allemand, en italien, en chinois et en japonais.

## Prix et distinctions
Nketia reçoit de nombreuses récompenses au Ghana, notamment le Compagnon de l' Ordre de l'Étoile du Ghana, la Grande Médaille du gouvernement du Ghana (Division civile), un DLitt (Honoris Causa) de l'Université du Ghana, le Ghana Book Award, le ECRAG Special Honour Award (1987), le Ghana Gospel Music Special Award (2003) et le ACRAG Flagstar Award (1993). Il a été membre d'honneur du Conseil  international de la musique.
Parmi les autres récompenses internationales qu'il a reçues figurent le prix Cowell de la Société africaine de musique, le  Prix ASCAP Deems Taylor, pour The Music of Africa (1975), le prix  ICM - UNESCO pour services distingués à la musique, le prix Prince Claus 1997 et le prix de l'Africaniste distingué de l'Association des études africaines des États-Unis (2000). Kwabena Nketia a reçu aussi le prix Cowell de la Société africaine de musique, le  Prix ASCAP Deems Taylor, pour The Music of Africa (1975), le prix  ICM - UNESCO pour services distingués à la musique, le prix Prince Claus 1997 et le prix de l'Africaniste distingué de l'Association des études africaines des États-Unis (2000)[réf. nécessaire].
En 2009, la Nketia Music Foundation a été créé « pour promouvoir la conservation et le développement de l'héritage créatif du Ghana dans des contextes contemporains, et l'utilisation des œuvres du professeur émérite J. H. Kwabena Nketia et d'autres compositeurs pour le développement et la croissance de la musique et de la culture ».
Le 27 février 2012, le Goucher College (en) a présenté Tradition, création et vie : A Celebration of Professor Joseph Hanson Kwabena Nketia and the Music of Ghana.
En juin 2015, en commémoration de son 94e anniversaire, le conseil d'administration de l'African University College of Communications (AUCC) a procédé au lancement officiel du Centre Kwabena Nketia pour les études africaines.
Après son 96e anniversaire, un festival a été organisé pour célébrer sa vie et ses réalisations au Kwabena Nketia Centre for Africana Studies de l'African University College of Communications, à Adabraka-Accra, sous le patronage du président du Ghana, Nana Addo Dankwa Akufo-Addo, qui a rendu hommage à Nketia comme « l'une des légendes des âges ». L'ancien président Jerry Rawlings et son épouse Nana Konadu Agyeman Rawlings étaient également présents, ainsi que des représentants de l'ancien président John Dramani Mahama  et de l'ancien président  John Agyekum Kufuor. L'Asantehene Osei Tutu II, dans un discours lu en son nom lors du festival le 27 septembre 2017, a déclaré « La vie du professeur émérite Nketia symbolise l'évolution de notre nation au 20e siècle. Il existe de nombreux parallèles dans l'histoire de sa vie, qui reflète les efforts nationaux dans le pays. Un pont entre notre culture indigène et la culture moderne, les traditions des analphabètes et des alphabétisés, les artistes anciens et jeunes, le Ghana et l'Afrique dans la diffusion ». L'événement devait également permettre de collecter des fonds afin de rassembler et de numériser les « milliers de dossiers d'archives et de notes de terrain du professeur Nketia sur la culture, l'histoire, la langue, les arts et la culture matérielle du Ghana ».

## Décès et funérailles d'État
Le décès de J. H. Kwabena Nketia a été confirmé le 13 mars 2019 à l'hôpital Legon d'Accra après une courte maladie,. Le Théâtre national du Ghana lui a rendu hommage par une représentation de musique, de danse et de théâtre à la veille de son enterrement, le 3 mai 2019. Il a reçu une sépulture d'État dans la cour de la State House le 6 mai 2019 et a été enterré dans le nouveau cimetière militaire de Burma Camp.

## Œuvre

### Compositions
Les compositions musicales de Nketia comprennent notamment :
- Adanse Kronkron
- Asem morbide
- Monna N'Ase
- Monkafo No.
- Yaanom Montie
- Onipa Dasani Nni Aye
- Onipa Beyee Bi
- Yiadom Heneba
- Mekae Na Woantie
- Maforo Pata Hunu
- Obarima Nifahene
- Asuo Meresen
- Chant de travail de Builsa (1960)
- Chanson de travail de Dagarti (1961)
- À la croisée des chemins (1961)
- Owora (1961)
- Volta Fantaisie (1961)
- Contemplation (1961)
- Twelve Pedagogical Pieces pour piano (1994) (OCLC 36349942)

### Ouvrages
Kwabena Nketia donne une analyse détaillée des traditions musicales d'Afrique et souligne les différentes pratiques et styles d'un point de vue historique, social et culturel, notamment dans son ouvrage le plus remarqué, The music of Africa.
- African Music in Ghana. Northwestern University Press, 1963.
- The music of Africa . Norton, New York, 1974.  (ISBN 0-393-02177-7) . (ISBN 978-0-393-02177-6) .
- Amoma (in Twi), Ghana Publishing Corporation, 49 pages, 1978.
- Musique d'art africain / Le potentiel créatif de la musique d'art africaine au Ghana . Livret d'accompagnement aux enregistrements de CD ICAMD (ICAMD - DMVI - ICAMD - DMV4). Afram Publications, Accra, Ghana, 2004.
- Ethnomusicologie et musique africaine - Documents rassemblés, Volume un: Modes d'enquête et d'interprétation . Accra: publications Afram, 2005.  (ISBN 9964-70-400-3).
- Reinstating traditional music in contemporary contexts : reminiscences of a nonagenarian's lifelong encounters with the musical traditions of Africa . Regnum Africa Publications, Akropong-Akuapem, Ghana, 2016.